# Carpineto Romano
Carpineto Romano é uma comuna italiana da região do Lácio, província de Roma, com cerca de 4.931 habitantes. Estende-se por uma área de 84 km², tendo uma densidade populacional de 59 hab/km². Faz fronteira com Bassiano (LT), Gorga, Maenza (LT), Montelanico, Norma (LT), Roccagorga (LT), Sezze (LT), Supino (FR). Foi no Carpineto Romano que nasceu o 257 Papa, Leão XIII.

## Demografia
| Variação demográfica do município entre 1861 e 2011                               |
|                                                                                   |
| Fonte: Istituto Nazionale di Statistica (ISTAT) - Elaboração gráfica da Wikipedia |